# Andrés de Tapia Motelchiuh
Andrés de Tapia Motelchiuh fue tlatoani de Tenochtitlan de 1526 a 1530.

## Biografía
Motelchiuh y su afín Juan Velázquez Tlacotzin participaron en la expedición de tres años de Hernán Cortés a las tierras mayas, formando parte del séquito del huey tlatoani Cuauhtémoc. Cuando los mexicas acariciaron planes de rebelarse contra Cortés, matar a los españoles y poner fin a la extenuante expedición, Tlacotzin y Motelchiuh lo comunicaron inmediatamente al conquistador, que ajustició a Cuauhtémoc y nombró a Tlacotzin nuevo emperador. Al morir de enfermedad el mexica en Nochixtlán, en 1526, Cortés pasó el cargo a Motelchiuh como nuevo gobernante de Tenochtitlan.
Motelchiuhtzin no era de la clase alta, pues nació como un macehualli o plebeyo de trabajo, pero se había ganado fama como capitán. Durante su período de teórico gobierno, los títulos y condecoraciones méxicas fueron suprimidos por los españoles.
En 1530, Motelchiuhtzin acompañó a los españoles en una expedición a Teocolhuacan contra los chichimecas. Mientras se bañaba, fue herido por una flecha chichimeca, muriendo en Aztatlán. Dejó un hijo llamado Hernando de Tapia.